# Марочкино
Марочкино (укр. Марочкине) — бывшее село,
Ильмовский сельский совет,
Городнянский район,
Черниговская область,
Украина.
Код КОАТУУ — 7421484804. Население по переписи 2001 года составляло 2 человека .

## История
Решением Черниговского областного совета от 29.03.2013 года село снято с учёта.

## Географическое положение
Село Марочкино находится на границе с Белоруссией, на расстоянии в 1,5 км от села Ближнее.
На противоположной стороне границы — село Залесье.
К селу примыкают лесной массив (сосна) и торфяное болото.

## История
- 1924 год — дата основания.